# Sukamulya (Banyumas)
Sukamulya is een bestuurslaag in het regentschap Pringsewu van de provincie Lampung, Indonesië. Sukamulya telt 2169 inwoners (volkstelling 2010).